# Haines (Alaszka)
Haines település az Amerikai Egyesült Államok Alaszka államában, Haines megyében, melynek megyeszékhelye is. Lakosainak száma 1657 fő (2020. április 1.).

## Népesség
A település népességének változása:

| 2010 | 1 713 |
| 2020 | 1 657 |